# Asia Kate Dillon
Asia Kate Dillon (Ithaca, 15 november 1984) is een Amerikaans acteur en muzikant. Dillon werd vooral bekend in de rol van Brandy Epps in seizoenen 4 en 5 van Orange Is the New Black (2016–2017) en als Taylor Mason in seizoenen 2 tot 7 van Billions (2017–2023). Dillon speelde ook in de actiefilm John Wick: Chapter 3 – Parabellum (2019). 
Dillon is non-binair en panseksueel, en vertolkte als Taylor Mason het eerste non-binaire hoofdpersonage in een Amerikaanse televisieproductie.